# Octavarium (canción)
«Octavarium» es la octava canción del álbum Octavarium de la banda estadounidense Dream Theater. 
Este tema consta de 5 partes:
- I. Someone Like Him (00:00-8:45) (letras de Petrucci)
- II. Medicate (Awakening) (8:46-12:15) (LaBrie)
- III. Full Circle (12:16-18:27) (Portnoy)
- IV. Intervals (18:28-19:55) (Portnoy)
- V. Razor's Edge (19:56-24:00) (Petrucci)

Es la canción más larga del álbum, y la tercera más larga de la banda después de «Six Degrees of Inner Turbulence» (42:04) (La segunda es «In The Presence of The Enemies Pt. 1 y 2» (25:38); y la cuarta es «A Change Of Seasons» (23:09)).
Su parte final es igual a las notas del min. 7:30 de «The Root of All Evil». Octavarium comienza en la misma nota que esta pero una octava más aguda. Y termina en la misma nota también. En la parte «Intervals» la canción dice «Root», «Second», «Third», «Fourth», «Fifth», «Sixth», «Seventh» y «Octave». En «Root» se hace referencia a «The Root of All Evil». En «Second» se hace referencia a «The Answer Lies Within», segunda canción del álbum. Y así consecutivamente hasta «Eight», que hace referencia a «Octavarium», sobre todo porque en este «intervalo», James LaBrie grita: «Trapped Inside This Octavarium!» 4 veces. En la cuarta vez, llega hasta un G5, la nota más alta que ha alcanzado vocalmente, superando al F#5 de Learning To Live.
Cabe destacar que éste fue el octavo álbum de Dream Theater; La octava canción del álbum; y que comienza una octava más arriba que la primera canción.
- Datos: Q3348816